# Jalový Dvůr
Jalový Dvůr (německy Galtenstallung) je zaniklá osada, která stávala na mýtině uprostřed lesů, asi dva kilometry jižně od Broumova v okrese Tachov, jehož byla místní částí.

## Historie
Dvůr, který dal pozdější osadě název, byl vystavěn okolo roku 1760. Kolem něho později vyrostla osada a v 19. století i zámeček. Tehdy byla celá oblast v majetku vrchnosti z Chodové Plané, tedy Berchem-Haimhausenů. K roku 1890 uvádí Ottův slovník naučný 15 domů a v nich 84 obyvatel, před druhou světovou válkou je pak uváděno o jeden dům víc. Po odsunu Němců po skončení války se osadu pro její odlehlost nedařilo dosídlit. Po únoru 1948 opadly i tyto snahy. V padesátých letech 20. století došlo v rámci vytváření hraničního pásma ke zboření většiny stavení, stát zůstal pouze zámeček, který využívala Pohraniční stráž. I ten však v první polovině šedesátých let dvacátého století neminula demolice. Dnes osadu připomínají pouze terénní nerovnosti v lokalitě Jalový Dvůr a pomník z roku 1906, stojící západně nad bývalou osadou a rovněž pomník obětem první světové války a dvojice památných stromů Lípy na Jalovém dvoře.

## Události
6. února 1928 byla v místní škole zavražděna učitelka Marie Fričová. Po této vraždě se odehrálo ještě několik případů v okolí Mariánských Lázní. Za tyto vraždy byl 13. dubna 1935 popraven Anton Weiss avšak s velkou pravděpodobností byl nevinný a k přiznání byl donucen fyzickými útoky ze strany policie.